# Menàrguens
Menàrguens – gmina w Hiszpanii, w prowincji Lleida, w Katalonii, o powierzchni 20,3 km². W 2011 roku gmina liczyła 882 mieszkańców.